# Manuel de Belmonte
Manuel de Belmonte oftewel Isaac de Nuñez  (-1705) was meegekomen met de golf nieuw-christelijke immigranten uit Spanje die op gang kwam toen Spanje en de Republiek vrede sloten. In of omstreeks 1656 vestigde hij zich in Amsterdam . De eerste Sefardische agent van de Spaanse kroon in Amsterdam was zijn broer Andres de Belmonte, die op 20 maart 1663 was benoemd door de gouverneur-generaal te Brussel, maar in 1666 voortijdig was gestorven. Sinds 1673 voerde hij de titel paltsgraaf van het Heilige Roomse Rijk, hem verleend door keizer Leopold I. De keizer annuleerde deze onderscheiding toen hij vernam dat Manuel een jood was.
Belmontes oorspronkelijke titel van agent werd in februari 1673 door Karel II van Engeland opgewaardeerd toen hij tot resident werd benoemd. Zijn rol als contact persoon tussen Spanje en de Republiek nadat de beide staten in 1673 bondgenoten werden tegen Frankrijk, was voor de Spaanse kroon zozeer van belang dat hij in juni 1693 door Karel II van Spanje werd beloond met de titel ‘baron’. De oorkonde herinnert aan Belmontes tot op dat moment achtentwintigjarige dienst, waarin hij regelmatig boodschappen met allerlei politiek, diplomatiek en militair nieuws naar Brussel en Madrid verzond en verscheidene speciale diensten verleende, zoals zijn niet gering aandeel in de organisatie van de Nederlandse vloot onder Michiel de Ruyter die in 1675 naar Sicilië werd gezonden om Spanje te helpen bij de verdediging van het eiland tegen de Fransen. Net als Nunes da Costa trad Belmonte vaak op als Spaanse zaakgelastigde in Den Haag wanneer de Spaanse kroon geen residerend ambassadeur in de Republiek had.
Belmonte's fraaie huis aan de Herengracht 586 in Amsterdam was dikwijls het toneel van aristocratische samenkomsten. Spaanse ambassadeurs in de Republiek logeerden er regelmatig bij hun bezoeken aan Amsterdam, maar ook Stadhouder Willem III en Ernst August van Brunswijk-Lüneburg. Toen de baron in 1705 was overleden, is het als onderdeel van de hele erfenis eigendom van zijn neef en nicht, het echtpaar Francisco Ximenez-Belmonte, geworden.
- Manuel de Belmonte was beschermheer van twee literaire academies die door intellectuelen en dichters uit de sefardische gemeenschap waren opgericht. Joseph de la Vega, die het eerste boek schreef over aandelenhandel Confusion of Confusions behoorde tot zijn vriendenkring.
- Romeyn de Hooghes etsen van omstreeks 1675 tonen het huis van de baron van Belmonte, aan de Herengracht.
- De baron was betrokken bij het verkrijgen van het Asiento de negros.
  - In 1677 sloot Manuel de Belmonte een overeenkomst met het Consulado de Sevilla voor Paulus Godin, Marcus Broens, Jasper Pellicorne en Jeremias Noiret, bewindhebbers van de WIC te Amsterdam, betreffende het kopen van 1.600 à 1.800 slaven in voorraad zijnde op het eiland Curaçao om te ingezet te worden in Spaans West-Indië.[5]
  - 1690 Joan Coymans, oud-schepen alhier en ook voor Manuel de Belmonte, paltsgraaf van het Heilige Roomse Rijk en minister van de koning van Spanje, ook voor Samuel Timmerman [afkomstig uit Riga, getrouwd met Leonora Coymans] en de erfgenamen van Henrico Staats, allen geïnteresseerden in de geanticisseerde (?) en betaalde mesades (maandlonen) aan de koning van Spanje ter eenre en Philippo van Hulten met procuratie van Balthasar Beck ook voor Coenraad Determeijer ter andere zijde. (Over 70319 (?) 3/4 stukken van achten (slaven!) uit Porto Belo door don Francisco de Ribas, [de voormalige huisgenoot van B. Coymans in Cádiz], gezonden op Curaçao met [het speciaal voor slaventransporten gebouwde] schip de Koning Balthasar. Zijn door directeur Willem Kerckrinck der WIC zich aangematigd enz, enz.[6][7]
  - 1691 Akte van renvers gepasseerd door Christiaen Meschman ten behoeve van Josua van Bellen. Manuel de Belmonte, resident van katholieke majesteit van Spanje, Joan Coijmans en Henrico Staats, als samen gemachtigden van Balthasar Coijmans, bewindhebber generaal van de invoering der slaven naar West-Indië en Nieuw-Spanje.

- De baron zorgde voor het terugroepen van Johan van Scharphuizen als gouverneur van Suriname.[8]
- Don Manuel de Belmonte is begraven te Ouderkerk aan de Amstel.

## Bron
Balbian Verster, J.F.L. (1928) WAAR WAS HET HOF VAN BARON DE BELMONTE? HEERENGRACHT 586. In: Amstelodamum 1928 Jaarboek 25, p. 177-190.